# Лаврентий (архиепископ Казанский)
Лаврентий I (ум. 13 июля 1574) — епископ Русской православной церкви, архиепископ Казанский и Свияжский.

## Биография
Происхождение, мирское имя и биография архиепископа Лаврентия неизвестны.
С 1564 года — игумен Иосифово-Волоцкого монастыря.
В 1566 году присутствовал на соборе государственных чинов по вопросу о войне с Польшей.
9 февраля 1568 года хиротонисан во епископа Казанского с возведением в сан архиепископа. Перед отъездом в Казань пожертвовал Иосифо-Волоколамскому монастырю Минеи (12 томов).
В конце 1573 года оставил кафедру и возвратился в Иосифо-Волоцкий монастырь.
Скончался 13 июля 1574 года на покое в Волоколамском монастыре, где и погребён.